# Hans Vollenweider
Hans Vollenweider (11 février 1908 à Zurich - 18 octobre 1940 à Sarnen), fut le dernier condamné à mort exécuté en Suisse à la suite d'un procès civil.

## Biographie
Vollenweider est arrêté en 1934 pour une tentative d'enlèvement. En mai 1935, il commet un braquage mais échoue durant sa tentative. En 1936, un tribunal le condamne avec ses complices à deux ans et demi de prison. Malgré un comportement correct lors de sa détention, les autorités décident d'allonger sa peine. Le 4 juin 1939, il s'évade d'un centre de détention situé dans l'Oberland zurichois.
Le 15 juin, il tire sur Hermann Zwyssig afin de se procurer une nouvelle identité. Il abat le 20 juin Emil Stoll, un postier qui ne voulait pas lui donner son porte-monnaie. Vollenweider quitte alors Zurich et se dirige vers Lucerne. Il trouve du travail dans un hôtel dans la région de Sachseln. La police de Zurich retrouve sa trace et charge un policier de Sachseln, Alois von Moos, de procéder à son arrestation mais Vollenweider tire sur l'agent durant l'opération. Après sa capture, Vollenweider est enfermé dans plusieurs centres de divers cantons. Il est finalement remis aux autorités d'Obwald.
Il est condamné à mort par le tribunal cantonal d'Obwald le 19 septembre 1940. Après un appel et une demande de grâce qui furent refusés, et malgré l'imminence de l'abolition de la peine de mort en Suisse pour les civils, Vollenweider est guillotiné à Sarnen le 18 octobre 1940.
Le film Vollenweider - Die Geschichte eines Mörders réalisé par Theo Stich et sorti en 2003 retrace l'histoire de ce criminel.